# 三恵村
三恵村（みつえむら）は山梨県中巨摩郡にあった村。現在の南アルプス市東部、中部横断自動車道南アルプスインターチェンジ周辺にあたる。

## 歴史
- 1875年（明治8年）1月25日 - 巨摩郡十日市場村・寺部村・加賀美村が合併して三恵村となる。
- 1878年（明治11年）7月22日 - 郡区町村編制法の施行により、三恵村が中巨摩郡の所属となる。
- 1889年（明治22年）7月1日 - 町村制の施行により、三恵村が単独で自治体を形成。
- 1954年（昭和29年）3月10日 - 鏡中条村・藤田村と合併して若草村が発足。同日三恵村廃止。

## 名所・旧跡・観光スポット・祭事・催事
- 法善寺
- 三恵の大ケヤキ

## 交通

### 道路
現在は旧村域に中部横断自動車道、新山梨環状道路の南アルプスインターチェンジが所在するが、当時は未開通。